# Cavalhada de Santo Amaro

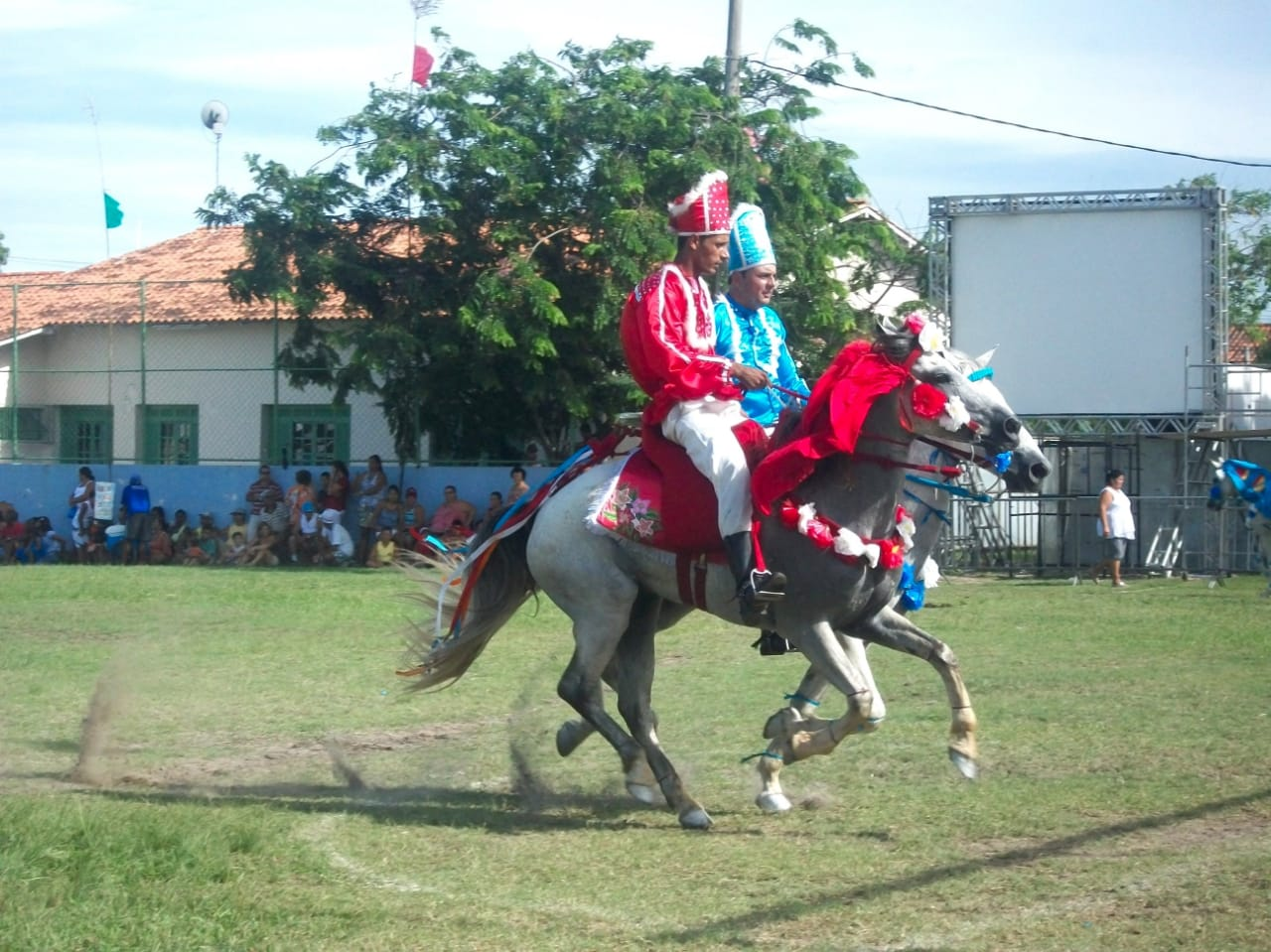
Cavaleiros encenando a Cavalhada de Santo Amaro

Uma única Cavalhada persiste em atividade no estado do Rio de Janeiro. Ela ocorre no Município de Campos dos Goytacazes, no Distrito de Santo Amaro, na Baixada Campista. A apresentação faz parte de uma das maiores festas locais -A Festa de Santo Amaro- A Cavalhada remonta os torneios medievais ou as "justas", sua origem é ibérica. Chegou em terras brasileiras através dos Jesuítas. Trata-se de um folguedo popular que remonta o combate entre mouros e cristãos, sendo 24 cavaleiros, 12 mouros e 12 cristãos. A apresentação costa da encenação de uma batalha através de carreiras e jogos, que termina com um ato simbólico, quando os cavaleiros acenam lenços brancos, simbolizando a paz. A Cavalhada é um importante patrimônio imaterial do município e guarda muitas riquezas, desde os preparativos, cuidados com animais, até a confecção das vestes. Ela permanece viva graças a uma comunidade e especificamente ao grupo que a promove, que faz com que a tradição permaneça viva, ano após ano.